# Tanka
Tanka (短歌 Đoản Ca) là một trong những thể thơ quan trọng trong nền văn học Nhật Bản.

## Từ nguyên
Ban đầu (thời của cuốn Vạn diệp tập), từ tanka được dùng để phân biệt "thơ ngắn" với "thơ dài" chōka (長歌 Trường Ca). Tuy nhiên, vào thế kỷ 9  và 10, nhất là với việc tổng hợp cuốn Kokinshū, thơ ngắn trở thành thể chủ đạo trong thi ca Nhật và tên gọi thơ ngắn nói chung lúc này là waka. Đầu thế kỷ 20, Masaoka Shiki đã đem từ tanka trở lại vì mong muốn có sự cách tân cho thể waka.

## Cấu trúc
Một bài tanka có cấu trúc gồm 5 phần từ 5 đến 7 âm tiết như sau, thường được viết thành 5 dòng khi chuyển sang Romaji hay chuyển ngữ.
5-7-5-7-7
Trong đó:
- kami-no-ku (上の句 "câu trên"): gồm 5-7-5
- shimo-no-ku (下の句 "câu dưới"): gồm 7-7

## Các nhà thơ nổi bật
- Naobumi Ochiai (1861-1903)
- Shiki Masaoka (1867–1902)
- Akiko Yosano (1878–1942)
- Takuboku Ishikawa (1886–1912)
- Mokichi Saitō (1882–1953)
- Sachio Itō (1864–1913)
- Hakushu Kitahara (1885–1942)
- Takashi Nagatsuka (1879–1915)
- Kanoko Okamoto (1889–1939)
- Bokusui Wakayama (1885–1928)
- Shinobu Orikuchi (1887–1953) dưới bút danh Choku Shaku
- Shuji Terayama (1935–1983)
- Machi Tawara (born 1962)
- Mishima Yukio (1925–1970)
- Baba Akiko
- Fumiko Nakajo
- Fumi Saito